# Valdorshem

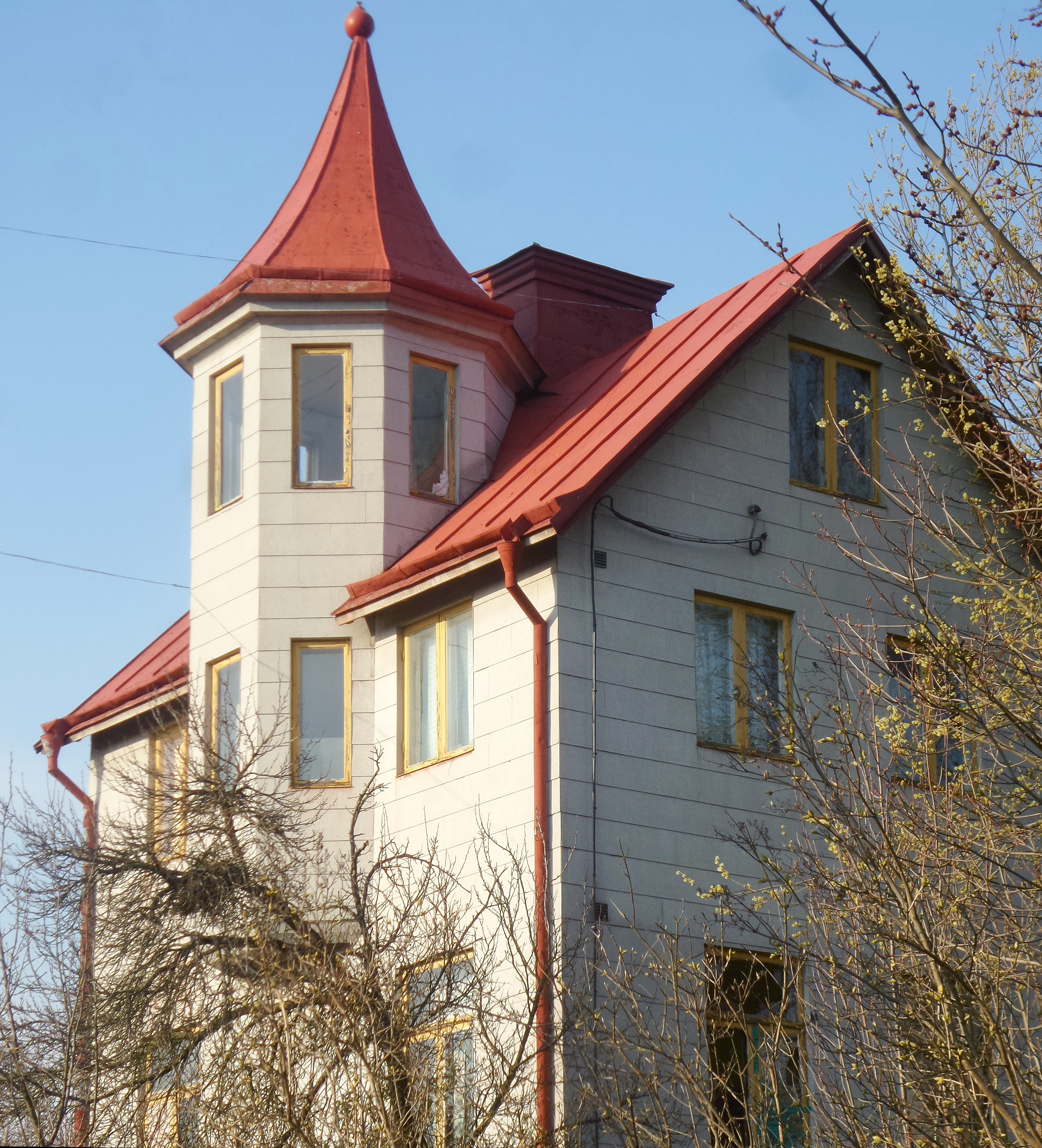
Valdorshem, april 2019.

Valdorshem var en villa i kvarteret Väggen vid Sparreholmsvägen 15–19 i stadsdelen Örby slott i södra Stockholm. Enligt Stadsmuseet i Stockholm är Valdorshem ”troligen den allra första villan som byggdes i Örby slott, efter att slottet sålts 1897 och ägorna styckats upp till tomter”. Villan revs under hösten 2020.

## Historik

### Bakgrund
Småhusbebyggelsen i Örby är en av Stockholms äldsta villastäder och började byggas ut i slutet av 1800-talet när mark från Örby slott såldes till olika markexploatörer. De avstyckade tomterna var stora och låg mellan 1 500 och 4 000 m² vardera. Köparna var främst arbetare och lägre tjänstemän. År 1904 blev Örby ett eget municipalsamhälle och 1913 en del av Stockholms stad. På 1940-talets mitt fastställdes nu gällande stadsplaner. Området har sedan dess förtätats i omgångar, tomter styckats av och bebyggts. På 1950-talet revs många av de ursprungliga villorna som kantade Gamla Huddingevägen och ersattes av flerfamiljshus. På äldre fotografier framgår även att tornförsedda hus var populära.

### Valdorshem

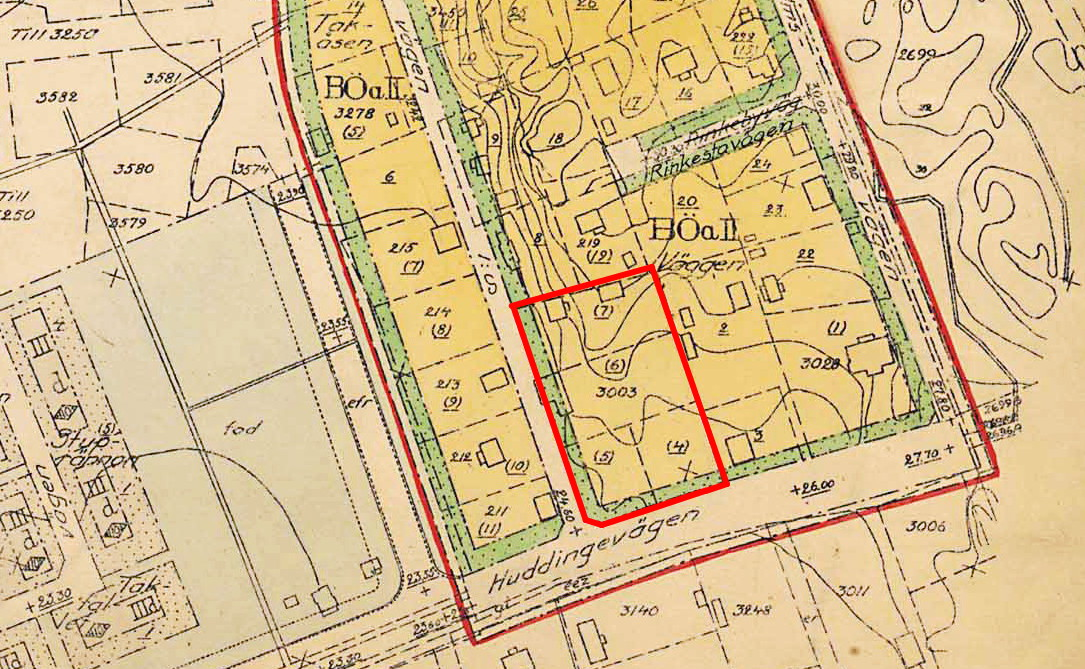
Kvarteret Väggen, stadsplan 1946.

En av Örbys äldre tomter ligger vid Sparreholmsvägen, där vägen gör en tvär sväng runt en hörntomt som ursprungligen utgjorde fastigheten Örby villastad N:o 3. Enligt stadsplanen från 1947 bildades här sedermera fyra fastigheter: Väggen 4, 5, 6 och 7 med en sammanlagd tomtyta om cirka 3 500 m². Valdorshem och ett gästhus stod på Väggen 7. Söder om den på Väggen 6 fanns även en ladugårdsliknande förrådsbyggnad som efter stadsplaneläggningen hamnade på punktprickat område (som betyder byggförbud) och dess murade del kom att ligga på gatumark. Övriga tomter förblev obebyggda.
Enligt folkräkningen från 1910 beboddes Örby villastad N:o 3 Valdorshem av lagerbiträden Karl Fritiof Leonard Hagman Svensson (född 1884) och hustru Gerda Helena Kristina Ersson (född 1879) samt barnen Carl Gösta Adolf och Inga Margit Anna Lisa. Familjen Hagman Svensson var troligen de första boenden på Valdorshem.

### Försäljning och rivning
År 2015 förvärvades hörnfastigheten med tre byggnader av ett byggföretag som planerar att riva befintlig bebyggelse och bygga fyra parhus på tomten. Enligt Stockholms stadsbyggnadskontor har de båda bostadshusen ”högt kulturhistoriskt värde, både som byggnader och som en del av Örby slotts historia”. Stadsmuseet och Byggnadsvårdsföreningen avstyrkte rivning medan politikerna i stadsbyggnadsnämnden beslöt på hösten 2019 att Valdorshem och två andra byggnader skall få rivas och att några parhus få byggas.

## Bilder

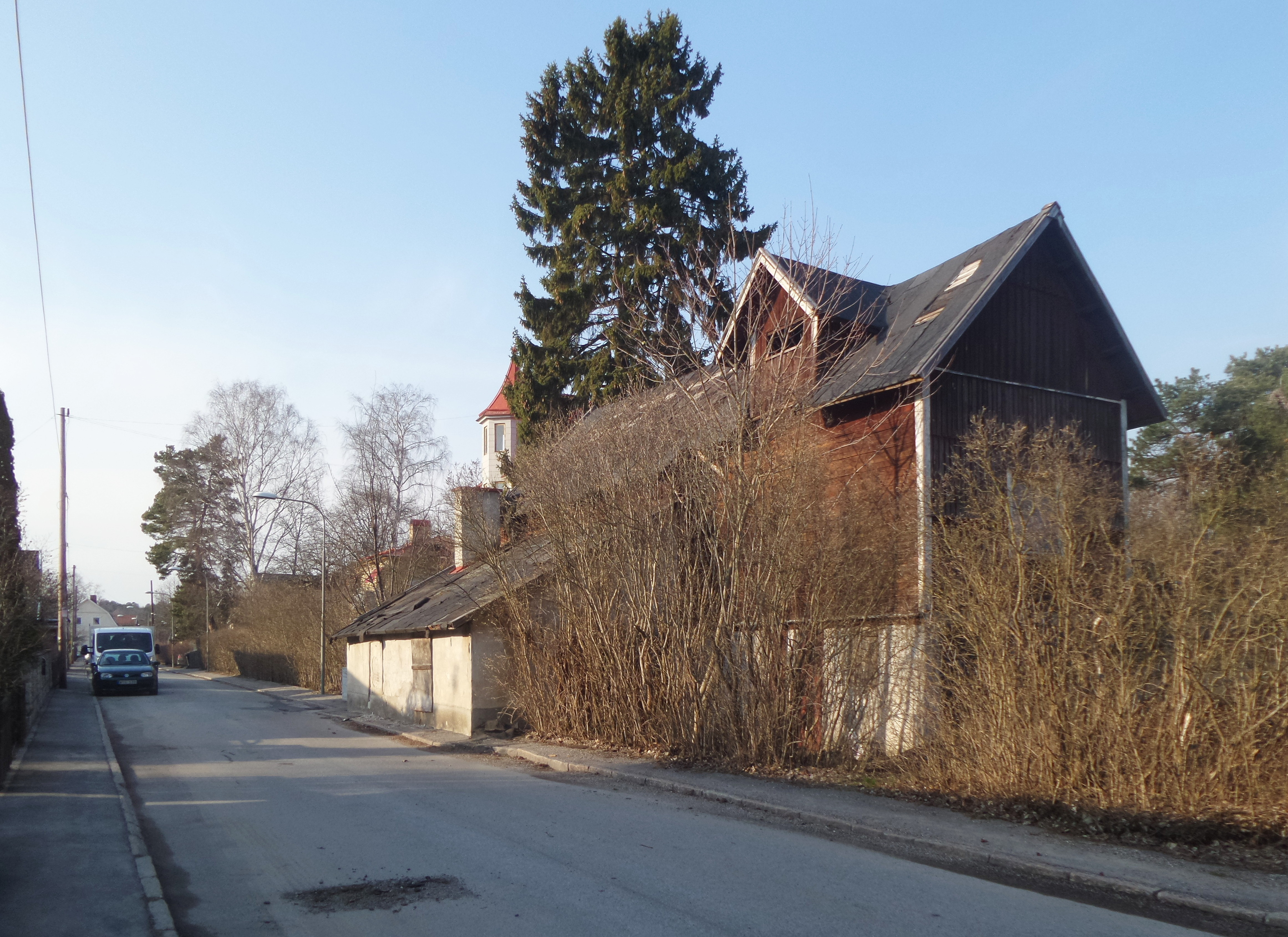
Sparreholmsvägen mot norr, Valdorshems förrådsbyggnad., april 2019
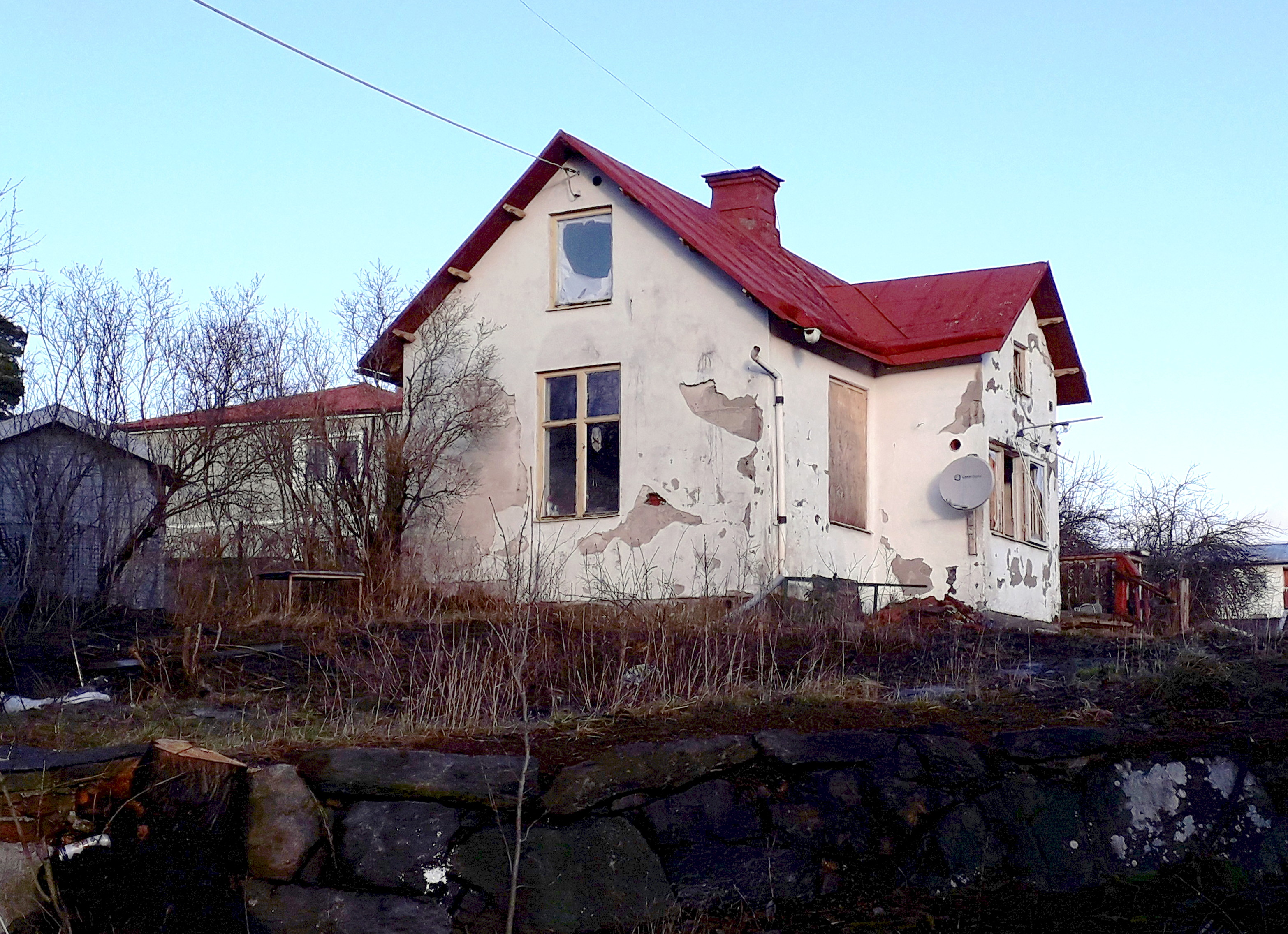
Gästhuset, december 2019.
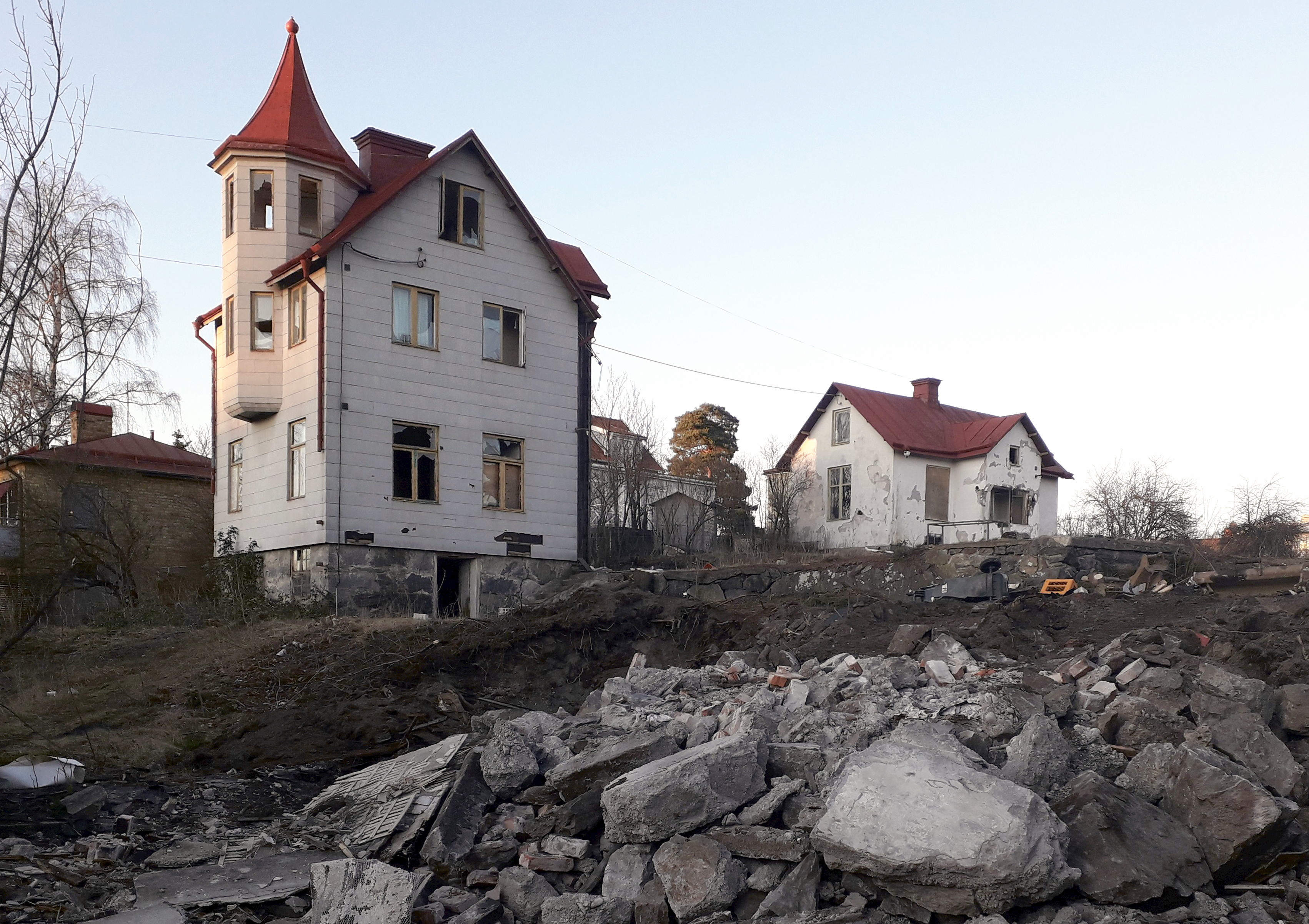
Villan och gästhuset, februari 2020.
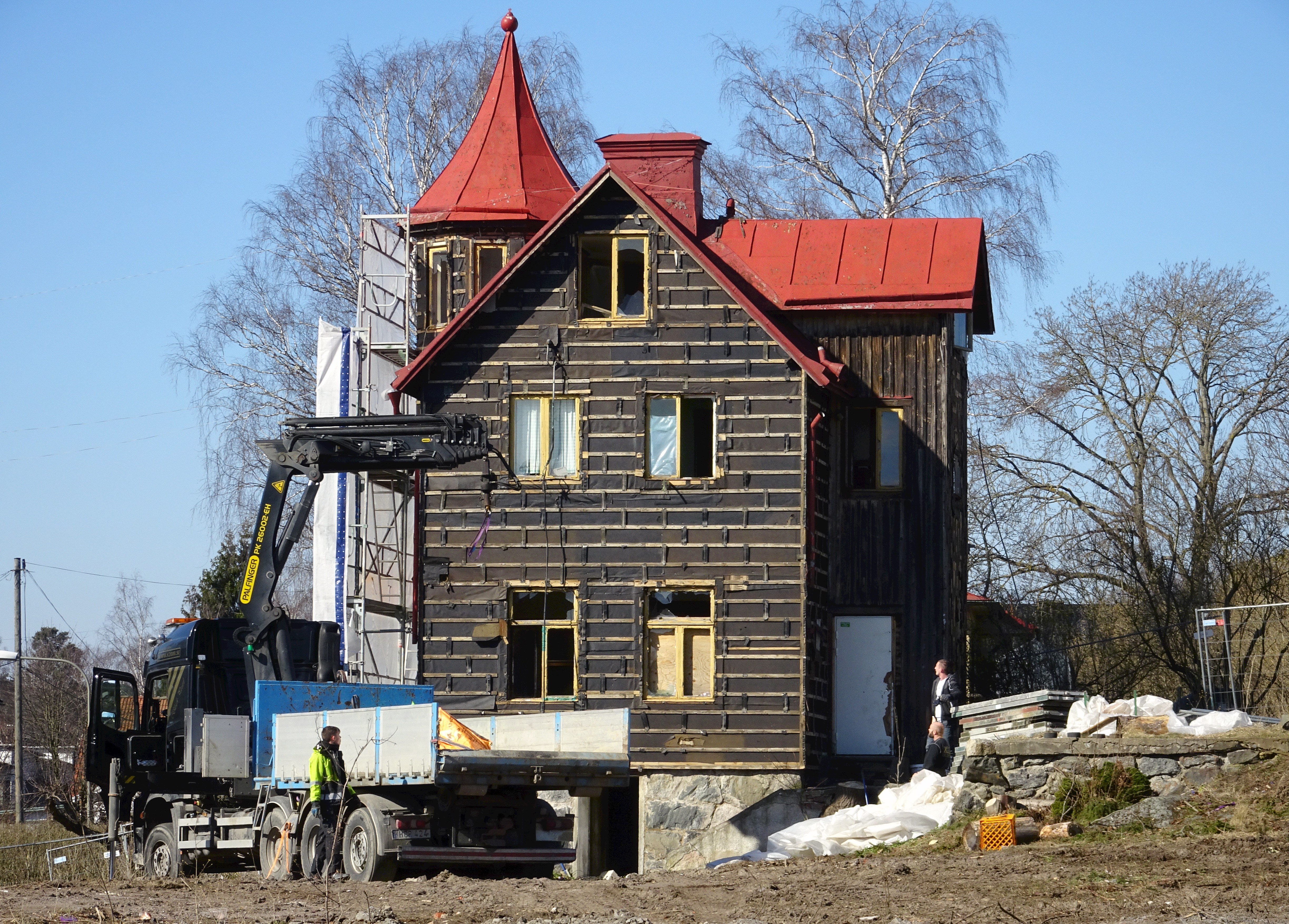
Villan börjar rivas, mars 2020.
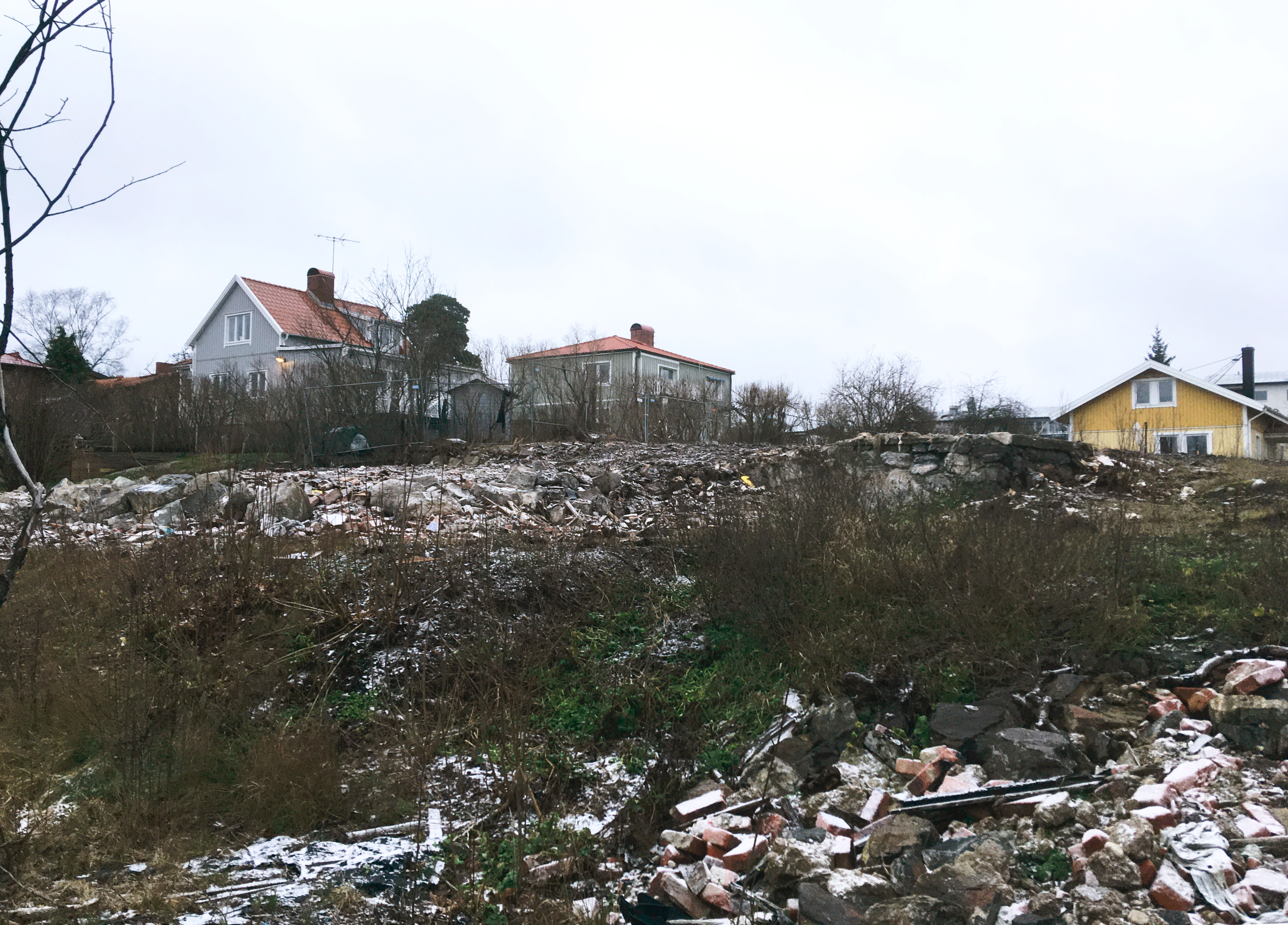
Villatomten efter villans rivning, januari 2021.